# Mountainite
La mountainite è un minerale.